# Macaca radiata
Macaca radiata (Макака індійський) — вид приматів з роду Макака (Macaca) родини Мавпові (Cercopithecidae).

## Опис
35-60 см завдовжки плюс хвіст 35-68 см. Самці важать від 5,5 до 9 кг, самиці — від 3,5 до 4,5 кг. Коротке хутро сіро-коричневе зверху і білувате знизу. На голові є два коричневі або чорні пучки волосся, спрямовані від центру назовні. Голе лице коричневого кольору, а хвіст такий же, або довший тіла.

## Поширення
Цей вид зустрічається в півострівний Індії (Андхра-Прадеш, Гоа, Гуджарат, Карнатака, Керала, Махараштра і Таміл Наду). Зустрічається у всіх типах лісів від чагарникових до вічнозелених і листяних лісів, насаджень, сільськогосподарських угідь і міських районів, вид терпимий до порушених місць проживання. Віддає перевагу висотам нижче 2000 м, але може бути знайдений до 2600 м.

## Поведінка
Цей вид є як деревний, так і наземний. Денний. Плодоїдний, полюбляє стиглі плоди, але також їдять листя, комах і с.г. культури, такі як картопля, морква, горох, редис, квасоля, цвітна капуста, зерно, рис, арахіс, кабачки, кокоси і каву в зернах.

## Цикл життя
Середня тривалість життя в дикій природі близько 20 років. У неволі можуть жити до 35 років. Після приблизно 150-170-денного періоду вагітності народжується дитинча. Батьки не беруть участі у вихованні молоді. Відлучення від грудей відбувається приблизно через рік. Статева зрілість досягається на 2,5—7 рік.

## Загрози та охорона
Локально загрожує полювання, з активною місцевою торгівлею живими тваринами для науково-дослідних і показових шоу. Конфлікт людини і тварин у сільськогосподарських і міських районах є зростаючою загрозою для цього виду. Живе в численних охоронних територіях.

## Галерея

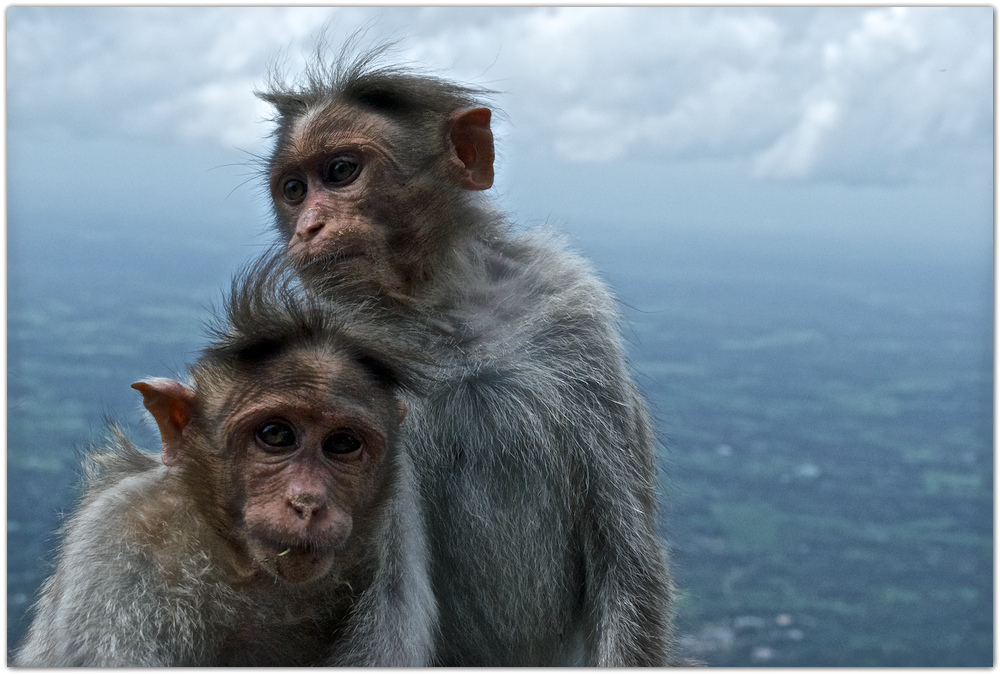
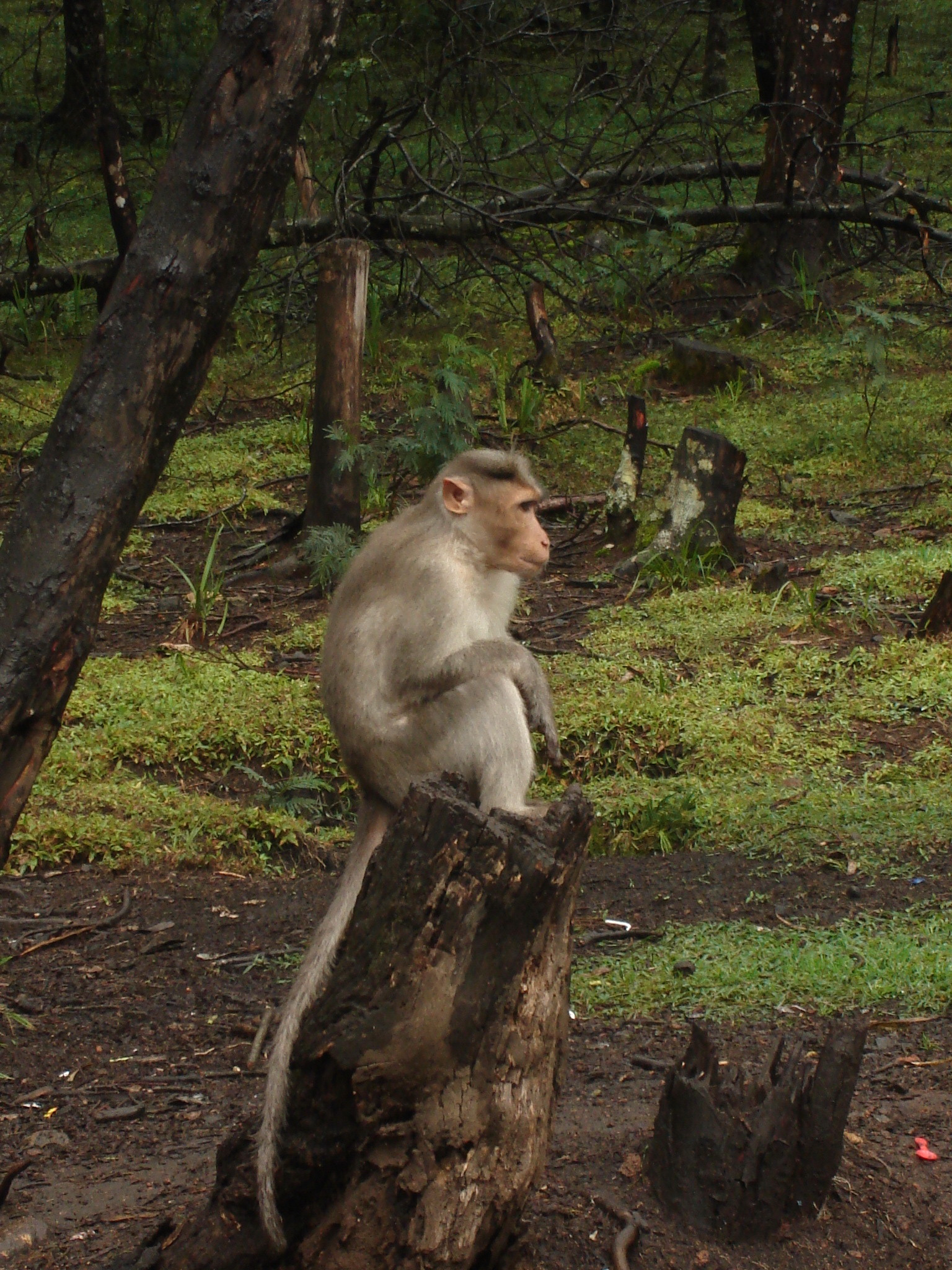
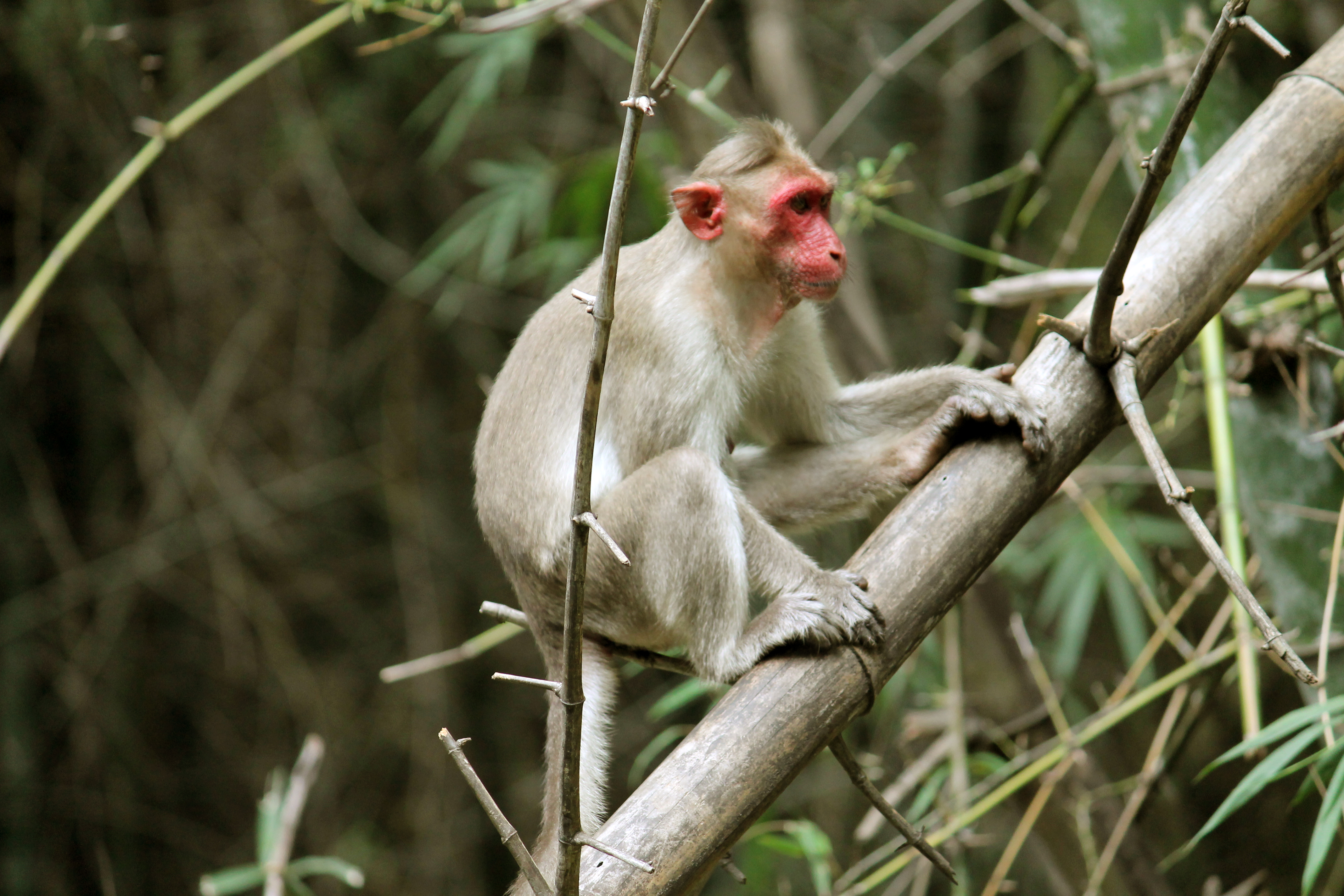
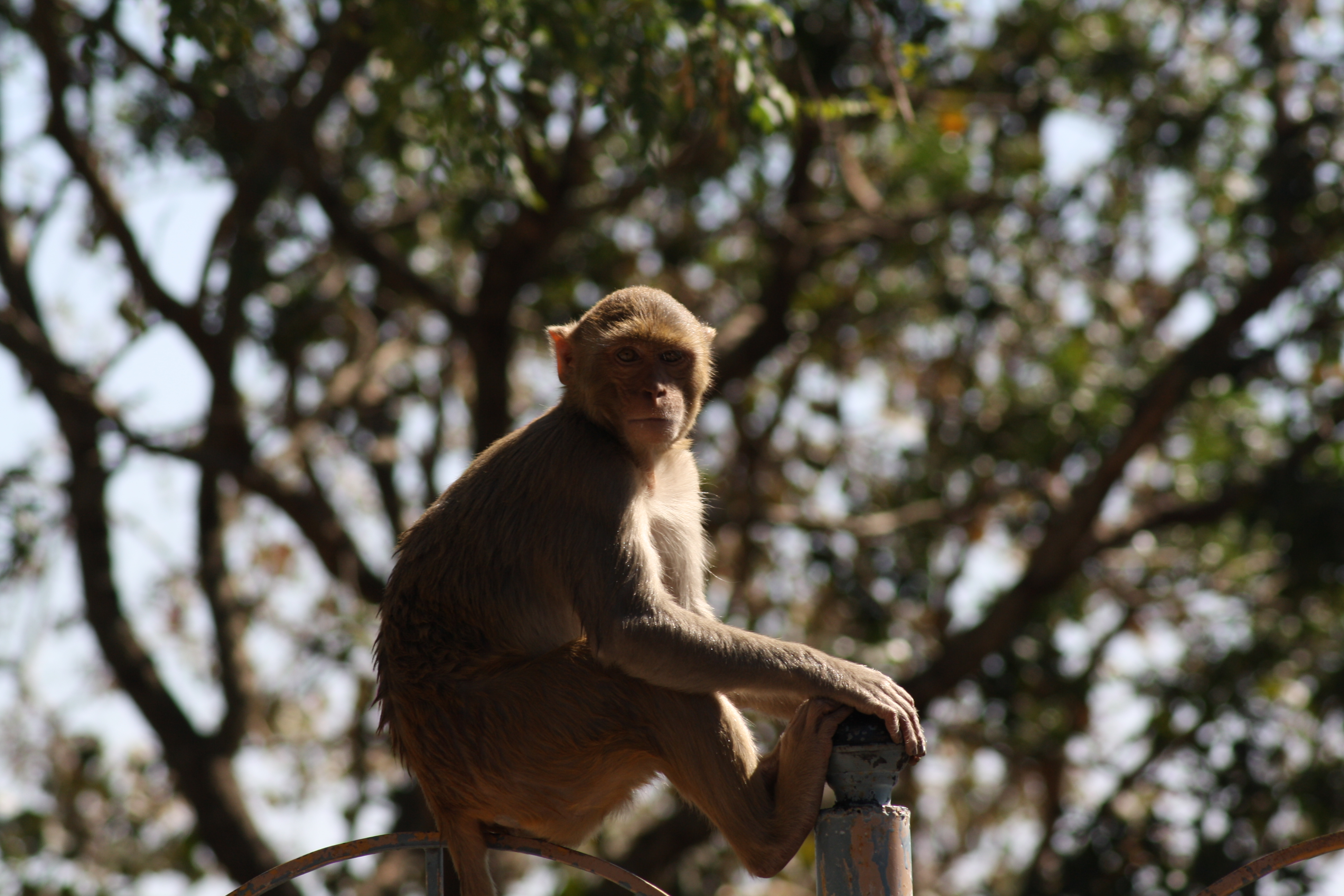
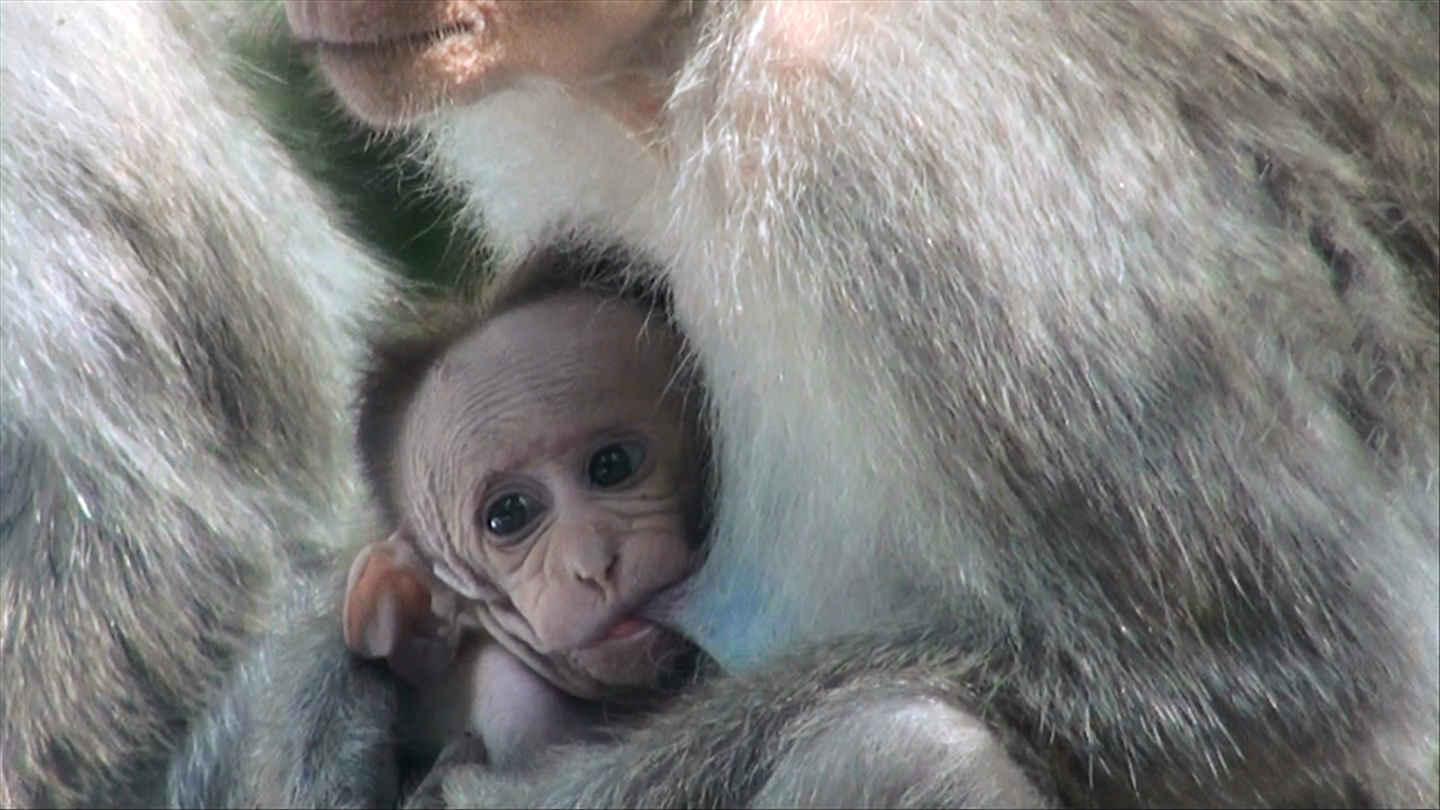